# Pietragalla
Pietragalla este o comună din provincia Potenza, regiunea Basilicata, Italia, cu o populație de 3.868 locuitori (1 ianuarie 2023) și o suprafață de 66,1 km².

## Demografie
Pietragalla - evoluția demografică

|  | Graficele sunt indisponibile din cauza unor probleme tehnice. Mai multe informații se găsesc la Phabricator și la wiki-ul MediaWiki. |

Date: Recensăminte sau birourile de statistică - grafică realizată de Wikipedia